# Ијон са Хија
Ијон или Јон (антгрч.  — Ион]) је био хеленски књижевник и филозоф са острва Хија. Живео је у 5. веку п.н.е, у време када је Перикле довео Атину до врхунца моћи. Писао је лирске песме, драме, мемоаре и филозофске списе, а од свега сачувани су само одломци.

## Мемоари
У Путописним меоарима Ијон приповеда занимљиве појединости из живота знаменитих савременика. Уједно из ових мемоара сазнајемо и понешто о самом Ијону. Још као младић је дошао у Атину и на свечаном ручку код Лаомедонта упознао чувеног државника и војног заповедника Кимона с којим се брзо спријатељио. Касније је више пута долазио у Атину ради извођења својих драма.

## Драме
Ијон се први пут такмичио у 82. олимпијади (452-449. п.н.е). Једном је успео да однесе двоструку победу - и дитирамбом и трагедијом. Успех је прославио тако што је сваком Атињанину послао по врч чувеног хијског вина. Не зна се тачан број комада које је написао. Број варира од 12 до 40 драма. По имену је познато 9 трагедија и једна сатирска игра, Омфала, од које је сачувано највише Ијонових стихова. Једна од његових трагедија се звала Велика драма и то је једина позната хеленска драма са потпуно формалним насловом који не обележава одређено лице или радњу.
У свом делу О узвишеном Псеудо Лонгин каже да се Ијон као драмски писац није одликовао снагом ни оригиналношћу старих драматичара, већ је неговао брижљиву израду, јасан израз, метафоре и метонимије, углачан и течан језик.

## Остала дела
Од Ијонових елегија сачувано је неколико одломака у којима слави бога Диониса. То, ипак, не значи да он наставља Мимнермов и Анакреонтов хедонистички морал. Један епиграм указује на утицај Ферекида са Сира, коме је епиграм и посвећен, и Питагоре. Питагорин утицај се види и у химни Правом часу. Највероватније је Питагорино учење дошло на Хиј са суседног острва Сама, где је то учење било распрострањено. Познато је да су два хијска математичара, Енопид и Хипократ, били блиски питагорејцима. У духу питагорејске школе Ијон подучава у једном свом филозофском спису да је склоп свих ствари трострук:
```
  „Почетак мога говора јесте: Све је троје и ништа мање или више него то троје.
   Одлика свакога појединца јесте тројство: разум, снага и срећа.“
```

Поред набројаних дела Ијон је писао и пеане и енкомије.